# Phare de Taiaroa Head
Le phare de Taiaroa Head est un phare situé sur la péninsule d'Otago (région d'Otago - île du Sud), en Nouvelle-Zélande.
Le phare est préservé par le Heritage New Zealand depuis février 1991 

## Histoire
Le phare a été mis en service en 1865, sur le côté nord-ouest de la péninsule d'Otago, en environ 32 km de la ville de Dunedin. Il marque l'entrée du port de la région d'Otago (Otago Harbour)..
La zone entourant le phare est une réserve naturelle, abritant une grande colonie nichante d'albatros royal. Ce lieu est le seul endroit dans le monde où l'albatros niche près de la civilisation.
Le site et la tour sont fermés, mais on peut voir le phare de plates-formes d'observation des albatros. Le site est fermé pendant la saison de reproduction de la mi-septembre à fin novembre.

## Description
Le phare  est une tour circulaire en pierre, avec lanterne et galerie, de 12 m de haut. Le phare est peint en blanc et le toit de la lanterne est rouge. Les bâtiments techniques sont en contrebas. Il émet, à une hauteur focale de 60 m, deux longs flashs blancs toutes les 18 secondes. Sa portée nominale est de 18 milles nautiques (environ 33 km).
Identifiant : ARLHS : NZL-049 - Amirauté : K4364 - NGA : 5396 .

## Caractéristique dufeu maritime
Fréquence : 18 secondes (W)
- Lumière : 2 secondes
- Obscurité : 4 secondes
- Lumière : 2 secondes
- Obscurité : 10 secondes

|              |
| Taiaroa Head |

|          |
| Le phare |

### Lien connexe
- Liste des phares de Nouvelle-Zélande